# Die Landsgemeinde

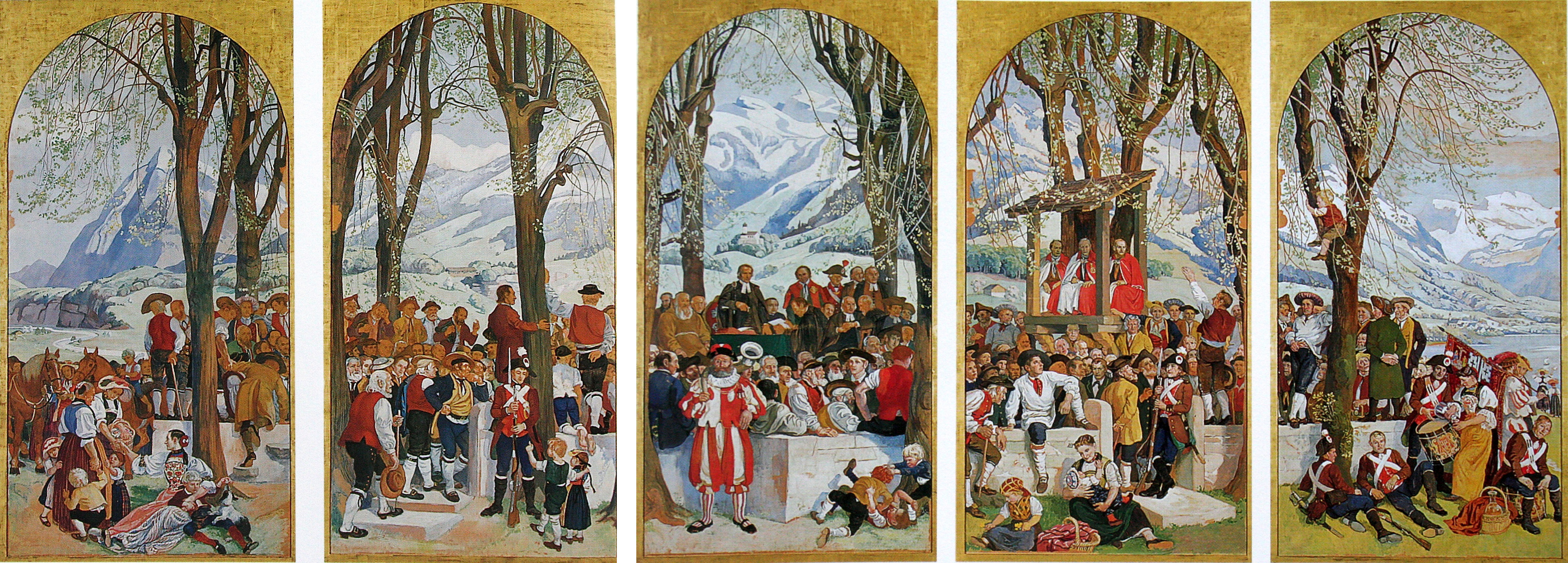
Die Landsgemeinde

Die Landsgemeinde ist ein Fresko von Albert Welti und Wilhelm Balmer. Es ziert den Saal des Ständerates im Bundeshaus in Bern. Das Werk wurde 1907 in Auftrag gegeben und 1914, zwei Jahre nach Weltis Tod, durch Balmer fertiggestellt.

## Beschreibung
Das Bild wird durch die aufgemalten Säulen in fünf Felder geteilt und stellt übereck eine Landsgemeinde dar. Als Vorbild diente Welti der Landsgemeindeplatz des Kantons Nidwalden in Wil an der Aa bei Stans, der sich als von Bäumen umgebener Mauerring präsentiert und sich über alle fünf Felder erstreckt. Da der landschaftliche Rahmen Welti nicht zusagte, wählte er für die Umgebung jene Aussicht, die vom Landsgemeindeplatz des Kantons Obwalden in Sarnen aus zu sehen ist. Im ersten Feld von links sind links der Bürgenstock, rechts das Stanserhorn und darunter die Sarner Aa zu sehen, im zweiten Feld der Ächerlipass und eine Brücke (vermutlich die Hohe Brücke zwischen Kerns und Flüeli-Ranft), im dritten Feld das Nünalphorn und der Huetstock, darunter die Kapelle von Flüeli-Ranft, im vierten Feld die Bergkette mit dem Lachenhörnli sowie im fünften Feld der Sarnersee mit Sachseln, dem Kleinen Melchtal und im Hintergrund Wildgersthorn und Schwarzhorn.
Auf dem Gemälde sind mehr als 150 Personen abgebildet. Sie tragen Kleidung, wie sie im 18. Jahrhundert üblich war. Die meisten hören einem gestikulierenden Redner zu, der im vierten Feld auf der Mauer steht. Im selben Feld erkennt man auf erhöhten, überdachten Sitzen drei Weibel, die als Stimmenzähler tätig sind. Im dritten Bild stützt sich der Landammann auf sein Richtschwert; er ist umgeben von weiteren Regierungsmitgliedern sowie von Vertretern der Kirche. Der Szene abgewandt steht im dritten Bild ein Hornbläser in rot-weisser Amtstracht.
Bewegte Szenen spielen sich fast gänzlich ausserhalb des Mauerrings ab. Im ersten Bild reichen sich Frauen zur Begrüssung die Hand, während ein Junge mit einem Hund spielt und ein Mann auf die Mauer steigt. Im zweiten Bild stösst ein älterer weisshaariger Mann verspätet zur Versammlung und Kinder sprechen einen Soldaten an. Im dritten Bild balgen sich drei Knaben, im vierten Bild stillt eine Frau ihr Kind, ein Mädchen daneben pflückt Blumen. Schliesslich schenkt im fünften Bild eine Frau dem Trommler Wein ein, während zwei weitere Frauen am Seeufer einem Schiff zuwinken.
In Erinnerung an seinen verstorbenen Freund gab Balmer dem Mann, der sich mit ganz rechts mit dem Bannerträger unterhält, Weltis Gesichtszüge. Auf seiner blauen Weste ist eine Inschrift eingeritzt: Amicus amico («dem Freund in Freundschaft»).

## Entstehungsgeschichte
Das Parlamentsgebäude mit den Sälen von Nationalrat und Ständerat wurde am 1. April 1902 eingeweiht. Getäfelte Pilaster und Arkaden unterteilten die Südwand des Ständeratssaales in fünf Felder, ansonsten war die Wand völlig weiss. Der Zürcher Ständerat Paul Usteri machte an der Sitzung vom 25. Juni 1906 den Vorschlag, ein Gemälde auf der Wand anzubringen. Bundesrat Marc Ruchet bildete zusammen mit vier Ständeräten eine Kommission. Sie empfahl ein Landschafts- oder Historienbild, wobei die Wahl des Motivs dem ausführenden Künstler überlassen werden sollte.
Im Sommer 1907 fragte die Kommission Albert Welti an, ob er Interesse an diesem Auftrag habe. Welti zögerte zunächst und war der Meinung, dass Ferdinand Hodler womöglich besser geeignet wäre. Schliesslich erklärte er sich doch noch dazu bereit, stellte aber die Bedingung, dass sein Freund Wilhelm Balmer ebenfalls mitwirken dürfe. Als Motiv schlug er eine Landsgemeinde vor, «weil eine solche den Ursprung unserer Republik besonders gut kennzeichnet und durch ihre Hindeutung auf die alte Eidgenossenschaft und die alten Orte gewisse Beziehungen zum Wesen der Ständeratsversammlung hervorhebt».
Im Dezember 1907 erhielten Welti und Balmer den Auftrag zur Ausführung des Gemäldes. 1908/09 erstellte Welti zunächst im Alleingang ein Modell im Verhältnis 1:10; dieses ist heute im Kunsthaus Zürich ausgestellt. Anschliessend begannen Welti und Balmer gemeinsam, Kartons in halber Grösse anzufertigen. Zu diesem Zweck reisten sie nach Nidwalden und fertigten Porträts von rund 150 Personen an. Welti erkrankte Ende 1911 schwer, weshalb Balmer allein die Ausführung der Kartons in Originalgrösse in Angriff nahm. Nach Weltis Tod am 7. Juni 1912 übertrug Balmer die Kartons in Freskotechnik auf die Wand. Die Arbeit schloss er im März 1914 ab.